# Jianye Nongchang (bondby i Kina, Heilongjiang Sheng, lat 48,22, long 126,08)
Jianye Nongchang (kinesiska: 建业农场) är en bondby i Kina. Den ligger i provinsen Heilongjiang, i den nordöstra delen av landet, omkring 280 kilometer norr om provinshuvudstaden Harbin. Antalet invånare är 5 669. Befolkningen består av 2 840 kvinnor och 2 829 män. Barn under 15 år utgör 12,0 %, vuxna 15-64 år 78 %, och äldre över 65 år 9,0 %.
Runt Jianye Nongchang är det ganska tätbefolkat, med 124 invånare per kvadratkilometer. Närmaste större samhälle är Baoquan, 11,3 km sydost om Jianye Nongchang. Trakten runt Jianye Nongchang består till största delen av jordbruksmark.
Genomsnittlig årsnederbörd är 915 millimeter. Den regnigaste månaden är juli, med i genomsnitt 295 mm nederbörd, och den torraste är februari, med 8 mm nederbörd.